# Antoni Mazanowski
Antoni Mazanowski (ur. 10 sierpnia 1858 w Horostycie, zm. 24 listopada 1916 w Krakowie) – polski historyk i krytyk literacki, pedagog. Brat Mikołaja Mazanowskiego.

## Życiorys
Początkowo studiował filologię polską i klasyczną na Uniwersytecie we Lwowie, następnie w Bazylei i Monachium. Od 1891 przez większość życia pracował jako nauczyciel we Lwowie, Podgórzu i Krakowie. W 1912 prowadził również wykłady na Wyższych Kursach im. A. Baranieckiego.
Był popularyzatorem i autorem książek o charakterze komentarzy i podręczników w wydawnictwie Zuckerkandla w Złoczowie. Zajmował się szczególnie literaturą epoki romantyzmu i Młodej Polski, a także twórczością Kochanowskiego, Krasickiego, Mickiewicza, Słowackiego, Konopnickiej, Wyspiańskiego, Tetmajera, drukując m.in. ich popularne portrety literackie. Pisywał do „Przeglądu Powszechnego”, w którym opublikował przekrojowe charakterystyki Młoda Polska w powieści, liryce i dramacie. Współpracował z bratem Mikołajem przy tworzeniu Podręcznika do dziejów literatury polskiej (1909; wznowiony w 1947 pod tytułem: Obraz literatury polskiej). Był także autorem Wypisów polskich (1914) dla wyższych klas gimnazjalnych.
Jego synami byli Antoni Maria (ur. 1891), Stanisław (1893-1940), Jan Maria (1897-1966) i Adam Stefan (1895-1974). 

## Wybrane publikacje
- 1884 – Adam Mickiewicz od r. 1829 do 1832. Życie i rozwój umysłowy, geneza dzieł
- 1892 – "Ojciec zadżumionych" Słowackiego i "Treny" Kochanowskiego
- 1902 – Młoda Polska w powieści, liryce i dramacie
- 1909 – Klucz do symboliki "Anhellego"
- 1915 – Pogłosy Młodej Polski w dramacie, powieści i krytyce literackiej